# Aldrovandia mediorostris
Espèce
Aldrovandia mediorostris est une espèce de poisson appartenant à la famille des Halosauridés